# Rotores coaxiales

Esquema de funcionamiento.

Los rotores coaxiales, o rotores contrarrotatorios son una pareja de rotores girando en direcciones opuestas, pero montados sobre un único mástil, con el mismo eje de rotación, uno encima del otro. Esta configuración es una característica típica de los helicópteros producidos por la agencia de diseño de helicópteros rusa Kamov.

## Funcionamiento
Los helicópteros con rotores coaxiales, usan un cíclico igual que en los helicópteros de rotor único, pero el rotor inferior transmite el movimiento (ya sea cíclico o colectivo) al rotor superior, de modo que ambos trabajan en colectivo para ascender o descender y en cíclico para avanzar, retroceder o ladear. El caso de tener dos rotores contrarrotatorios hace que carezcan de rotor de cola, por lo que el movimiento de giro se consigue aumentando el ángulo de ataque de las palas de un rotor y disminuyendo el del otro proporcionalmente.

## Diseño
En el rotor coaxial, pese a ser un diseño de mayor complejidad, éste permite mayores prestaciones en varios aspectos que se detallan a continuación:

### Torque
En un helicóptero de un rotor corriente, se hace necesario el uso de un mecanismo como el rotor de cola o similares, para eliminar el torque que afecta al fuselaje por el par motor que ejerce el rotor principal. En el caso de los rotores coaxiales, al girar de manera contrarrotatoria, este movimiento cancela el torque sobre el fuselaje, haciendo innecesario el rotor de cola u otro dispositivo de control de giro.

### Disimetría de la sustentación
Cuando el rotor principal se encuentra sin desplazamiento horizontal, todas las palas generan igual sustentación. Sin embargo, cuando se inicia el desplazamiento horizontal, se inicia una sustentación desigual entre la pala que avanza y la que retrocede.
En el caso de un rotor coaxial, dicho efecto se ve notoriamente cancelado, al tener dos rotores principales rotando en sentido opuesto.

### Ventajas menores
Otras ventajas que presenta este diseño, corresponde a una mayor carga del rotor, respecto de una determinada potencia. Esto se debe a que el cien por ciento del motor, se emplea para el rotor principal, mientras que en el diseño normal, los dispositivos anti torque, absorben un porcentaje notable de la potencia. También es notable la disminución de sonido que emite este sistema, ya que no hay rotor de cola que genere un flujo que interactúe con el rotor principal. Algunos diseños también pueden presentar una menor área, por lo que se pueden emplear en superficies confinadas como el Kamov Ka-25. Finalmente es un diseño bastante seguro para el personal en tierra y observadores, ya que elimina la mayor fuente de accidentes en la superficie, como es el rotor de cola.

### Desventajas
La principal desventaja de un rotor coaxial, es la complejidad mecánica del diseño en el eje principal. Se necesita entregar propulsión y control de forma simultánea a dos rotores que giran de forma opuesta. La otra desventaja es la necesaria separación vertical entre ambos discos, para evitar que las palas puedan colisionar en maniobras bruscas.

## Lista de helicópteros con rotor coaxial

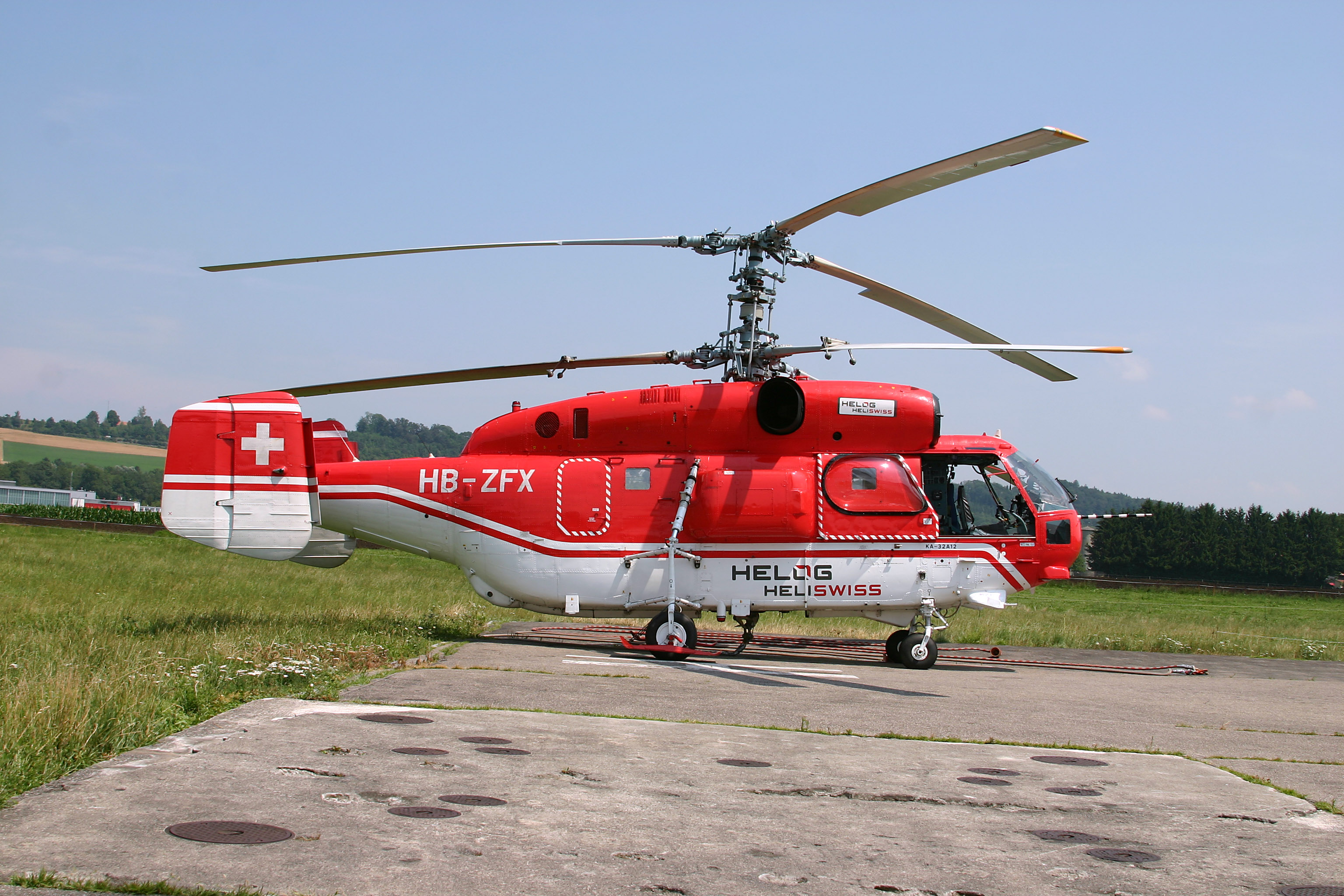
Un helicóptero Kamov Ka-32 de rotores coaxiales.

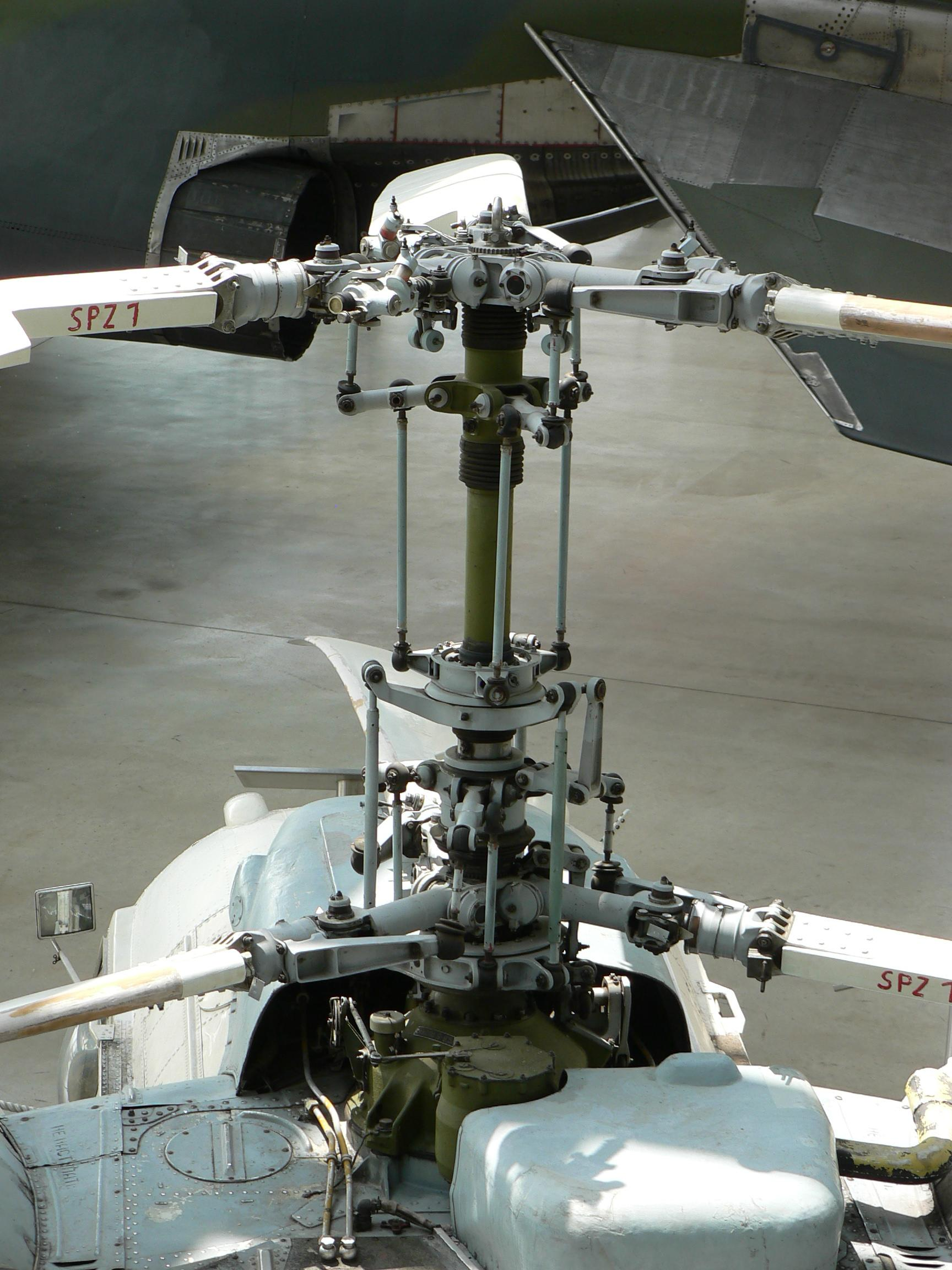
Detalle de los rotores coaxiales del Kamov Ka-26.

- GEN H-4
- Gyrodyne QH-50
- Kamov Ka-8
- Kamov Ka-10
- Kamov Ka-15
- Kamov Ka-25
- Kamov Ka-26
- Kamov Ka-226
- Kamov Ka-27
- Kamov Ka-29
- Kamov Ka-31
- Kamov Ka-32
- Kamov Ka-50
- Kamov Ka-52
- Manzolini Libellula
- Sikorsky S-69
- Sikorsky X2
- Yakovlev EG